# Engenharia nuclear

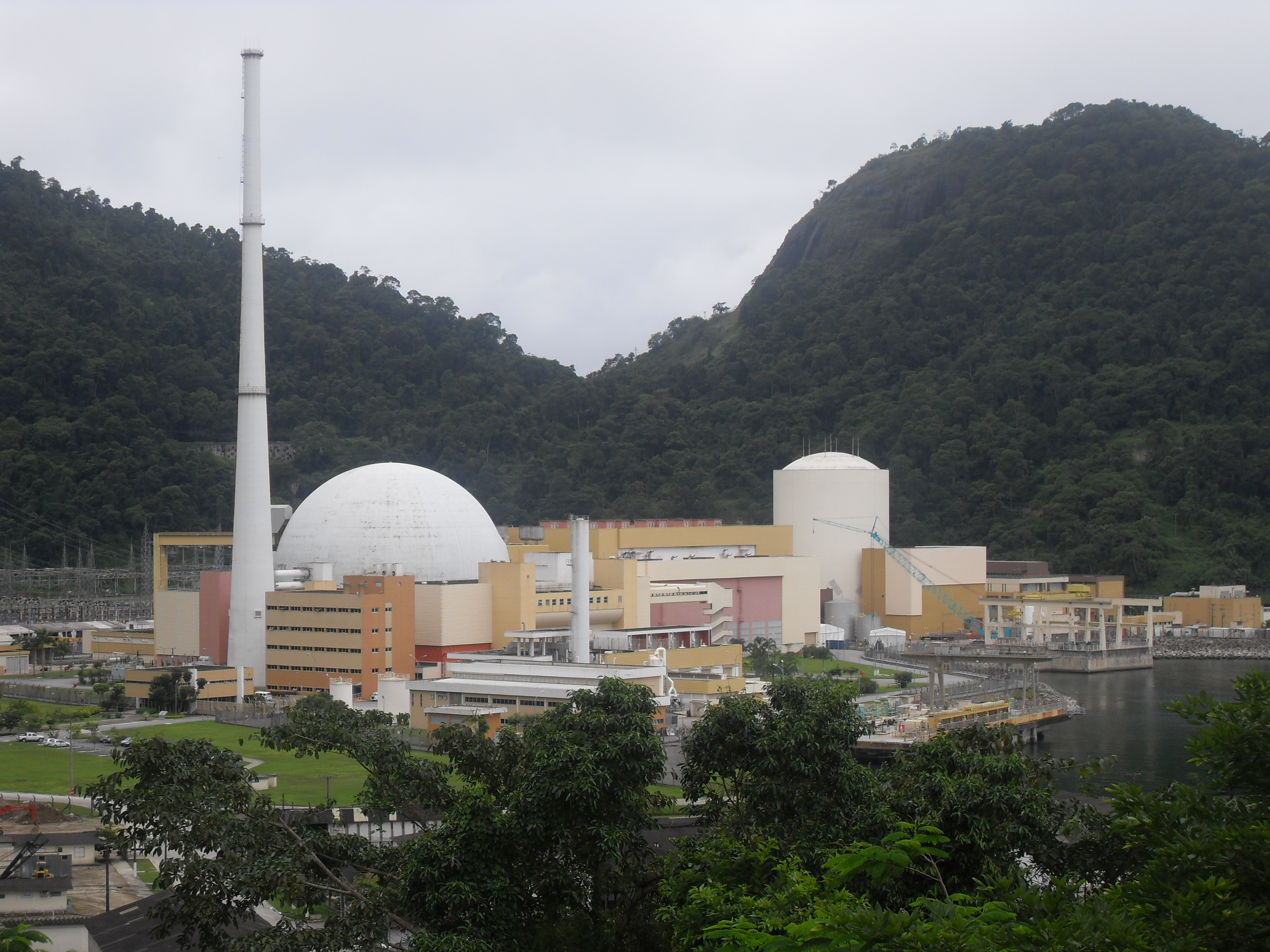
Usinas nucleares em Angra dos Reis (Angra 2 e Angra 1)

Engenharia nuclear é a especialidade das engenharias que lida com a energia nuclear quer no modo de controle, quer no de pesquisa e de aplicações, trabalhando, por essa razão, tanto com reatores nucleares em laboratórios, como com usinas nucleares e, eventualmente, aplicações bélicas (bombas nucleares). Nisso reside a sua distinção com respeito à engenharia química, da qual é uma das sucessoras:
- a engenharia química cuida do binômio matéria e energia sob os macro-aspectos de substância, elemento e produto (o trio SEP),  enquanto...
- a engenharia nuclear cuida do binômio matéria e energia sob os micro-aspectos de núcleo, energia e partícula (o trio NEP).

Historicamente — e até há algum tempo, variável segundo as culturas subjacentes — era considerada mera subdivisão da engenharia química, o que durante certo período foi justificável. Se assim o foi até a II Guerra Mundial, ganhou, contudo, foros de autonomia plena logo após, principalmente com o advento da "corrida espacial", paralelamente acompanhada pela "era da conversão em larga escala".
A engenharia nuclear, por sua vez, constitui-se de várias subdivisões e alguns ramos principais,  como:
- Física nuclear
- Medicina nuclear
- Propulsão nuclear
- Reator nuclear
- Usina nuclear
- Física de Reatores

No Brasil, existe somente um curso de graduação em Engenharia Nuclear, oferecido pela Escola Politécnica da UFRJ (Universidade Federal do Rio de Janeiro), criado no ano de 2010. A especialização em Engenharia Nuclear (mestrado ou doutorado) é oferecida em instituições como COPPE (UFRJ), UFMG, USP(IPEN/CNEN), UFPE, IME, IEN/CNEN e IRD/CNEN. Na UFABC, o curso de Engenharia de Energia possui ênfase na área nuclear e são oferecidos diversos incentivos, como bolsas de iniciação científica na área.